# Frederick William Rudler
Frederick William Rudler (8 juillet 1840-23 janvier 1915) est un minéralogiste, géologue, anthropologue et naturaliste britannique.

## Biographie
Il est né le 8 juillet 1840 à Londres. Après avoir terminé ses études à la Regent Street Royal Polytechnic Institution, Rudler est nommé en 1861 conservateur adjoint au Geological Museum de Jermyn Street, à Londres et reste à ce poste jusqu'en 1876. De 1876 à 1879, il est maître de conférences au University College of Wales à Aberystwyth. De 1879 jusqu'à sa retraite en 1902, il est conservateur et bibliothécaire du Musée de géologie pratique,.
Rudler est élu membre de la Société géologique de Londres en 1870 et reçoit la médaille Lyell de la Société en 1903. Il est président en 1880 du département anthropologique de la British Association, en 1887-1889 de la Geologists' Association et en 1898-1899 du Royal Anthropological Institute. Il rédige de nombreux articles dans le Dictionnaire des arts, des manufactures et des mines d'Ure (1875), dans le Dictionnaire de chimie appliquée de Thorpe, dans le Dictionnaire de chimie de Muir, dans l'Encyclopædia Britannica (1911) et dans des revues prestigieuses.
Il meurt à Tatsfield, Surrey, le 23 janvier 1915.